# Рудольф V (маркграф Бадена)
Рудольф V Баден-Пфорцхаймский (нем. Rudolf V. von Baden zu Pforzheim, der Wecker, ум. 1361) — маркграф Бадена и сеньор Пфорцхайма в период с 1348 по 1361 годы.
Рудольф V был младшим сыном маркграфа Рудольфа IV и его второй жены Марии фон Эттинген (ум. 1369), и начал правление совместно со своим старшим братом Фридрихом в 1348 году после смерти отца. Когда и каким образом произошло разделение отцовского наследства, достоверно неизвестно. Резиденция Рудольфа находилась, скорее всего, в Пфорцхайме.
Уже в 1349 году Рудольф V оказался фигурантом имперской политики, после еврейского погрома в Страсбурге подписав — вместе с многими другими имперскими сословиями юго-запада Германии — соглашение, предусматривавшее поддержку Страсбургу в его стремлении избежать правовых последствий погрома и закреплявшее неприкосновенность присвоенного во время погрома имущества изгнанных, либо истреблённых еврейских семей.
В 1351 году по настоянию императора Карла IV Рудольф был вынужден передать страсбургскому епископу Бердольду фон Бухэггу (нем. Berthold von Buchegg) города Оффенбург, Генгенбах и Целль, находившиеся в залоговом управлении баденских маркграфов, а также все имперские владения в Ортенау. При этом, поскольку епископ не располагал свободными финансовыми средствами для выплаты залога, он был вынужден передать, либо заложить Рудольфу V свои таможенные права в Страсбурге. В дополнение в 1357 году Рудольф получил от императора право на таможные сборы на Рейне.
Имущественные права Рудольфа V оказались в 1357 году задеты и в Эльзасе: жители Зельца и Хагенбаха — городов, находившихся в залоге у Бадена, были обвинены в разбойных нападениях на торговых людей, и попали под действие имперской опалы. В частности, Карл IV поручил Страсбургу разрушить укрепления обоих городов, вызвав тем самым протест уже Рудольфа V. Как следствие император запретил дальнейшие враждебные действия против Хагенбаха и Зельца, и в 1359 году по его указанию Зельц был восстановлен.

### Семья
Вероятно, в целях защиты маркграфского титула, Рудольф V, подобно своему брату, заключил брак со своей троюродной сестрой Адельгейдой (нем. Adelheid von Baden, ум. 1370/1373) — дочерью Рудольфа Хессо Баденского. Их брачный союз остался бездетным, и по подписанному в 1356 году внутрисемейному договору о наследстве, владения Рудольфа перешли к его племяннику Рудольфу VI, которому тем самым вновь удалось объединить земли баденского маркграфства.
Скончавшийся в 1361 году, Рудольф V был похоронен в фамильной усыпальнице баденских маркграфов в монастыре Лихтенталь в современном Баден-Бадене.